# Liste der Monuments historiques in Roudouallec
Die Liste der Monuments historiques in Roudouallec führt die Monuments historiques in der französischen Gemeinde Roudouallec auf.

## Liste der Bauwerke
| Bezeichnung                  | Beschreibung | Standort           | Kennzeichnung | Schutzstatus | Datum | Bild |
| ---------------------------- | ------------ | ------------------ | ------------- | ------------ | ----- | ---- |
| Kirche Notre-Dame-de-Lorette |              | (Lage)             | PA00091647    | Inscrit      | 1930  |      |
| Menhir von Guernangoué       |              | Guernangoué (Lage) | PA00091648    | Classé       | 1925  |      |
| Menhir du Petit Moustoir     |              | Marc'h Coz (Lage)  | PA00091649    | Classé       | 1969  |      |

## Liste der Objekte
- Monuments historiques (Objekte) in Roudouallec in der Base Palissy des französischen Kultusministerium